# Helmut Lück (Journalist)

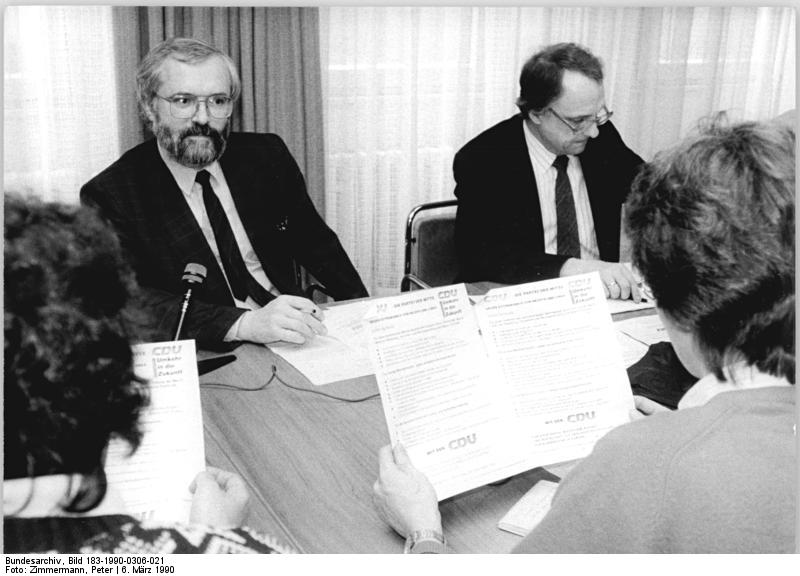
CDU-Pressesprecher Helmut Lück (links) auf einer Pressekonferenz (Berlin 1990)

Helmut Lück (* 5. Februar 1945 in Berlin; † 4. August 2024 ebenda) war ein deutscher Journalist.

## Leben
Helmut Lück studierte Philosophie und Theologie mit dem Abschluss als Diplom-Theologe im Jahr 1968. Von 1971 bis 1976 war er Mitarbeiter der Staatsbibliothek zu Berlin, anschließend Redakteur im Ressort Kirchenfragen des CDU-Zentralorgans Neue Zeit (1977–1989) und Pressesprecher der CDU in der DDR (1990). In dieser Position fühlte er sich satzungsgemäß verpflichtet, die Politik der reformierten bzw. erneuerten christlichen Partei, CDU, und die Entscheidungen ihrer Gremien informierend und interpretierend gegenüber den Medien zu vertreten. Nach den Wahlen 1990 übte Lück zugleich das Amt des Sprechers der CDU-Fraktion in der Volkskammer bis zum 3. Oktober 1990 aus.
Ab Februar 1991 war er Pressesprecher des Senators für Wissenschaft und Forschung in Berlin, dann Forschungsreferent dieser Senatsverwaltung (1992–1995), schließlich Referent für Presse und Öffentlichkeitsarbeit der Fachhochschule für Wirtschaft Berlin im Fachbereich „Duales Studium“ (1995–2010).
Sein Grab befindet sich auf dem St. Hedwigs-Friedhof in Berlin-Alt-Hohenschönhausen.

## Veröffentlichungen (Auswahl)
- Papst Paul VI. Union-Verlag, Berlin 1981[10]
- Bewahrung des Lebens als ein zentraler Problemkreis in Vancouver[11]
- Vancouver 1983. Zum Ertrag der VI. Vollversammlung des Ökumenischen Rates der Kirchen, Union-Verlag, Berlin 1983[12][13]
- Alfred Delp S.J., Union-Verlag, Berlin 1984[14]
- Die neue CDU. Ein Mehr an Demokratie. In: Hubertus Knabe (Hrsg.): Aufbruch in eine andere DDR. rororo aktuell Nr. 12607, Hamburg 1989, S. 126–133[15]

## Auszeichnung
Anlässlich des 38. Gründungstages der CDU 1983 wurde Lück mit dem Otto-Nuschke-Ehrenzeichen in Bronze durch den Ost-Berliner CDU-Bezirksvorsitzenden Dietrich Voigtberger geehrt.

## Familie
Die im Berliner Stadtteil Prenzlauer Berg aufgewachsene Germanistin und Romanistin Dorothea Zeppezauer ist die Tochter von Lück und der Lehrerin Brigitta Lück. Ihren Eltern widmete sie die Hochschulschrift Bühnenmord und Botenbericht. Zur Darstellung des Schrecklichen in der griechischen Tragödie.
Dorothea Zeppezauer, geborene Lück, veröffentlichte Romane, Erzählungen und journalistische Beiträge.